# Pseudohermenias ajanensis
Pseudohermenias ajanensis är en fjärilsart som beskrevs av Falkovich 1966. Pseudohermenias ajanensis ingår i släktet Pseudohermenias och familjen vecklare. Inga underarter finns listade i Catalogue of Life.